# Zachary
Zachary – miasto w Stanach Zjednoczonych, w stanie Luizjana, w parafii East Baton Rouge.